# Haitong Securities
Haitong Securities – broker papierów wartościowych. Świadczy usługi z zakresu pośrednictwa w obrocie papierami wartościowymi, transakcji terminowych, a także bankowości inwestycyjnej, finansowania przedsiębiorstw, fuzji i przejęć, zarządzania aktywami i funduszami powierniczymi oraz inwestycjami private equity.

## Historia
Spółka Haitong Securities została założona w 1988 roku jako jedno z pierwszych przedsiębiorstw zajmujących się pośrednictwem w obrocie papierami wartościowymi w Chinach. Obecnie jest jednym z największych brokerów papierów wartościowych w Państwie Środka.
W lipcu 2007 roku spółka Haitong Securities zadebiutowała na Giełdzie Papierów Wartościowych w Szanghaju. Jej kapitalizacja wyniosła ponad 17,9 miliardów dolarów. Do końca 2011 roku kapitał przedsiębiorstwa osiągnął poziom 45 mld RMB, co dało jej drugą pozycję wśród brokerów finansowych pod względem wartości aktywów spółki. 27 kwietnia 2012 roku akcje Haitong Securities weszły do obrotu na Giełdzie Papierów Wartościowych w Hongkongu. W czerwcu 2015 roku Haitong Securities zajął drugą pozycję wśród chińskich przedsiębiorstw pod względem wartości transakcji typu buy-sell back papierów wartościowych oraz wpływów z tytułu wyemitowanych obligacji.
7 września 2015 roku, Haitong Securities sfinalizował nabycie BESI od Novo Banco za 379 mln dolarów. Kontynuuje działalność na rynkach międzynarodowych pod marką Haitong Bank S.A.
Zespół Haitong Bank w Warszawie prowadzi działalność w Polsce od 2010 roku, jako oddział banku z centralą w Portugalii. Posiada licencję na prowadzenie działalności maklerskiej wydaną przez polską Komisję Nadzoru Finansowego.
Działalność banku w Polsce obejmuje świadczenie usług bankowości inwestycyjnej w obszarze doradztwa przy transakcjach fuzji i przejęć, pozyskania kapitału w formie emisji akcji i obligacji, pośrednictwa w zakresie obrotu instrumentami rynku kapitałowego publicznego i niepublicznego oraz instrumentami pochodnymi, a także finansowanie i wystawianie gwarancji bankowych.
20 czerwca 2016 roku Haitong Bank i Giełda Papierów Wartościowych w Warszawie podpisały porozumienie o współpracy. Zakłada ono m.in. wymianę informacji na temat sytuacji na rynkach kapitałowych w Chinach i Polsce w celu wspierania ich rozwoju.

## Działalność
Haitong Securities posiada ponad 200 oddziałów, obsługuje klientów detalicznych instytucjonalnych i zamożnych.
Pod względem szybkiego wzrostu wartości akcji Haitong zajmuje pierwsze miejsce w ramach swojego sektora. Jest jednym z pierwszych przedsiębiorstw, które uzyskały kwalifikacje pozwalające na transakcje typu buy-sell back papierów wartościowych i jest przygotowany do przeprowadzenia transakcji repo polegających na pożyczaniu pod zastaw papierów będących w portfelu.
Haitong Securities specjalizuje się w obszarze bankowości inwestycyjnej, zwłaszcza wśród przedsiębiorstw finansowych i reprezentujących segment zaawansowanych technologii, a także w obszarze fuzji i przejęć oraz restrukturyzacji spółek działających w branży kultury i mediów.
Haitong realizuje strategię rozwoju międzynarodowego. Spółka profesjonalizuje się w QFII, zagranicznych fuzjach, funduszach RMB oraz zagranicznych funduszach ETF.